# Звучна устнено-зъбна носова съгласна
Звучната устнено-зъбна носова съгласна е вид съгласен звук, използван в много говорими езици, но почти винаги като алофон на звучната двубърнена или звучната венечна носова съгласна в положение пред беззвучна или звучна устнено-зъбна проходна съгласна. В Международната фонетична азбука той се отбелязва със символа ɱ. В българския език е алофон на звуците, обозначавани с „м“ или „н“, в позиция пред звуците, обозначавани с „ф“ или „в“.
Звучната устнено-зъбна носова съгласна се използва като алофон в езици като английски (symphony, ), испански (influir, [iɱfluˈiɾ]), италиански (invece, [iɱˈveːt͡ʃe]), немски (fünf, [fʏɱf]), руски (амфора, ['aɱfərə]).